# Llista d'asteroides/167101-167200
| Nom               | Designació provisional | Data de descobriment   | Lloc de descobriment | Descobridor/s  |
| ----------------- | ---------------------- | ---------------------- | -------------------- | -------------- |
| 167101 -          | 2003 ST46              | 16 de setembre de 2003 | Anderson Mesa        | LONEOS         |
| 167102 -          | 2003 SB47              | 16 de setembre de 2003 | Anderson Mesa        | LONEOS         |
| 167103 -          | 2003 SL50              | 18 de setembre de 2003 | Palomar              | NEAT           |
| 167104 -          | 2003 SB51              | 18 de setembre de 2003 | Palomar              | NEAT           |
| 167105 -          | 2003 SD52              | 18 de setembre de 2003 | Palomar              | NEAT           |
| 167106 -          | 2003 SS60              | 17 de setembre de 2003 | Kitt Peak            | Spacewatch     |
| 167107 -          | 2003 SK61              | 17 de setembre de 2003 | Socorro              | LINEAR         |
| 167108 -          | 2003 SX61              | 17 de setembre de 2003 | Socorro              | LINEAR         |
| 167109 -          | 2003 SK74              | 18 de setembre de 2003 | Kitt Peak            | Spacewatch     |
| 167110 -          | 2003 SG76              | 18 de setembre de 2003 | Kitt Peak            | Spacewatch     |
| 167111 -          | 2003 SU77              | 19 de setembre de 2003 | Kitt Peak            | Spacewatch     |
| 167112 -          | 2003 SH78              | 19 de setembre de 2003 | Kitt Peak            | Spacewatch     |
| 167113 Robertwick | 2003 SW78              | 19 de setembre de 2003 | Junk Bond            | Junk Bond      |
| 167114 -          | 2003 SM82              | 18 de setembre de 2003 | Socorro              | LINEAR         |
| 167115 -          | 2003 SU85              | 16 de setembre de 2003 | Kitt Peak            | Spacewatch     |
| 167116 -          | 2003 SE87              | 17 de setembre de 2003 | Socorro              | LINEAR         |
| 167117 -          | 2003 SF90              | 18 de setembre de 2003 | Socorro              | LINEAR         |
| 167118 -          | 2003 SG90              | 18 de setembre de 2003 | Socorro              | LINEAR         |
| 167119 -          | 2003 SW90              | 18 de setembre de 2003 | Socorro              | LINEAR         |
| 167120 -          | 2003 SR98              | 19 de setembre de 2003 | Haleakala            | NEAT           |
| 167121 -          | 2003 SZ122             | 18 de setembre de 2003 | Socorro              | LINEAR         |
| 167122 -          | 2003 SL123             | 18 de setembre de 2003 | Socorro              | LINEAR         |
| 167123 -          | 2003 SU124             | 18 de setembre de 2003 | Palomar              | NEAT           |
| 167124 -          | 2003 SB134             | 18 de setembre de 2003 | Socorro              | LINEAR         |
| 167125 -          | 2003 SZ137             | 19 de setembre de 2003 | Palomar              | NEAT           |
| 167126 -          | 2003 SS141             | 20 de setembre de 2003 | Campo Imperatore     | CINEOS         |
| 167127 -          | 2003 SX143             | 21 de setembre de 2003 | Socorro              | LINEAR         |
| 167128 -          | 2003 SK148             | 16 de setembre de 2003 | Socorro              | LINEAR         |
| 167129 -          | 2003 SO155             | 19 de setembre de 2003 | Anderson Mesa        | LONEOS         |
| 167130 -          | 2003 SL156             | 19 de setembre de 2003 | Anderson Mesa        | LONEOS         |
| 167131 -          | 2003 SR159             | 22 de setembre de 2003 | Kitt Peak            | Spacewatch     |
| 167132 -          | 2003 SX162             | 19 de setembre de 2003 | Kitt Peak            | Spacewatch     |
| 167133 -          | 2003 SS164             | 20 de setembre de 2003 | Anderson Mesa        | LONEOS         |
| 167134 -          | 2003 SF167             | 22 de setembre de 2003 | Socorro              | LINEAR         |
| 167135 -          | 2003 SE178             | 19 de setembre de 2003 | Palomar              | NEAT           |
| 167136 -          | 2003 SG178             | 19 de setembre de 2003 | Palomar              | NEAT           |
| 167137 -          | 2003 SS184             | 21 de setembre de 2003 | Kitt Peak            | Spacewatch     |
| 167138 -          | 2003 SP195             | 20 de setembre de 2003 | Palomar              | NEAT           |
| 167139 -          | 2003 SU195             | 20 de setembre de 2003 | Haleakala            | NEAT           |
| 167140 -          | 2003 SP196             | 20 de setembre de 2003 | Palomar              | NEAT           |
| 167141 -          | 2003 SZ196             | 21 de setembre de 2003 | Anderson Mesa        | LONEOS         |
| 167142 -          | 2003 SV199             | 21 de setembre de 2003 | Anderson Mesa        | LONEOS         |
| 167143 -          | 2003 SD200             | 21 de setembre de 2003 | Anderson Mesa        | LONEOS         |
| 167144 -          | 2003 SG200             | 25 de setembre de 2003 | Palomar              | NEAT           |
| 167145 -          | 2003 SS205             | 25 de setembre de 2003 | Haleakala            | NEAT           |
| 167146 -          | 2003 ST207             | 26 de setembre de 2003 | Socorro              | LINEAR         |
| 167147 -          | 2003 SZ207             | 26 de setembre de 2003 | Socorro              | LINEAR         |
| 167148 -          | 2003 SO208             | 23 de setembre de 2003 | Palomar              | NEAT           |
| 167149 -          | 2003 SR210             | 23 de setembre de 2003 | Palomar              | NEAT           |
| 167150 -          | 2003 SR211             | 25 de setembre de 2003 | Palomar              | NEAT           |
| 167151 -          | 2003 SH212             | 25 de setembre de 2003 | Palomar              | NEAT           |
| 167152 -          | 2003 SM213             | 26 de setembre de 2003 | Socorro              | LINEAR         |
| 167153 -          | 2003 SA218             | 27 de setembre de 2003 | Desert Eagle         | W. K. Y. Yeung |
| 167154 -          | 2003 SC218             | 27 de setembre de 2003 | Desert Eagle         | W. K. Y. Yeung |
| 167155 -          | 2003 SU218             | 28 de setembre de 2003 | Desert Eagle         | W. K. Y. Yeung |
| 167156 -          | 2003 SA228             | 27 de setembre de 2003 | Socorro              | LINEAR         |
| 167157 -          | 2003 SA234             | 25 de setembre de 2003 | Palomar              | NEAT           |
| 167158 -          | 2003 SD235             | 26 de setembre de 2003 | Socorro              | LINEAR         |
| 167159 -          | 2003 SH235             | 27 de setembre de 2003 | Socorro              | LINEAR         |
| 167160 -          | 2003 SY238             | 27 de setembre de 2003 | Socorro              | LINEAR         |
| 167161 -          | 2003 SU244             | 26 de setembre de 2003 | Socorro              | LINEAR         |
| 167162 -          | 2003 SW246             | 26 de setembre de 2003 | Socorro              | LINEAR         |
| 167163 -          | 2003 SG247             | 26 de setembre de 2003 | Socorro              | LINEAR         |
| 167164 -          | 2003 ST247             | 26 de setembre de 2003 | Socorro              | LINEAR         |
| 167165 -          | 2003 SY247             | 26 de setembre de 2003 | Socorro              | LINEAR         |
| 167166 -          | 2003 SR248             | 26 de setembre de 2003 | Socorro              | LINEAR         |
| 167167 -          | 2003 SZ249             | 26 de setembre de 2003 | Socorro              | LINEAR         |
| 167168 -          | 2003 SP250             | 26 de setembre de 2003 | Socorro              | LINEAR         |
| 167169 -          | 2003 SH251             | 26 de setembre de 2003 | Socorro              | LINEAR         |
| 167170 -          | 2003 SC252             | 26 de setembre de 2003 | Socorro              | LINEAR         |
| 167171 -          | 2003 SP257             | 28 de setembre de 2003 | Socorro              | LINEAR         |
| 167172 -          | 2003 SV257             | 28 de setembre de 2003 | Socorro              | LINEAR         |
| 167173 -          | 2003 SN258             | 28 de setembre de 2003 | Kitt Peak            | Spacewatch     |
| 167174 -          | 2003 SL260             | 27 de setembre de 2003 | Kitt Peak            | Spacewatch     |
| 167175 -          | 2003 SO266             | 29 de setembre de 2003 | Socorro              | LINEAR         |
| 167176 -          | 2003 SO269             | 28 de setembre de 2003 | Goodricke-Pigott     | R. A. Tucker   |
| 167177 -          | 2003 SD271             | 25 de setembre de 2003 | Haleakala            | NEAT           |
| 167178 -          | 2003 SF272             | 27 de setembre de 2003 | Socorro              | LINEAR         |
| 167179 -          | 2003 SK273             | 27 de setembre de 2003 | Socorro              | LINEAR         |
| 167180 -          | 2003 SR273             | 28 de setembre de 2003 | Kitt Peak            | Spacewatch     |
| 167181 -          | 2003 SH277             | 30 de setembre de 2003 | Socorro              | LINEAR         |
| 167182 -          | 2003 SK281             | 19 de setembre de 2003 | Kitt Peak            | Spacewatch     |
| 167183 -          | 2003 SU284             | 20 de setembre de 2003 | Socorro              | LINEAR         |
| 167184 -          | 2003 SO286             | 21 de setembre de 2003 | Palomar              | NEAT           |
| 167185 -          | 2003 SZ287             | 30 de setembre de 2003 | Socorro              | LINEAR         |
| 167186 -          | 2003 SO288             | 28 de setembre de 2003 | Socorro              | LINEAR         |
| 167187 -          | 2003 SX294             | 28 de setembre de 2003 | Socorro              | LINEAR         |
| 167188 -          | 2003 SA295             | 28 de setembre de 2003 | Socorro              | LINEAR         |
| 167189 -          | 2003 SS299             | 30 de setembre de 2003 | Socorro              | LINEAR         |
| 167190 -          | 2003 SR302             | 17 de setembre de 2003 | Palomar              | NEAT           |
| 167191 -          | 2003 SQ306             | 30 de setembre de 2003 | Socorro              | LINEAR         |
| 167192 -          | 2003 SU309             | 27 de setembre de 2003 | Socorro              | LINEAR         |
| 167193 -          | 2003 SD322             | 27 de setembre de 2003 | Socorro              | LINEAR         |
| 167194 -          | 2003 SL322             | 28 de setembre de 2003 | Socorro              | LINEAR         |
| 167195 -          | 2003 TP1               | 2 d'octubre de 2003    | Kitt Peak            | Spacewatch     |
| 167196 -          | 2003 TN5               | 2 d'octubre de 2003    | Socorro              | LINEAR         |
| 167197 -          | 2003 TO5               | 2 d'octubre de 2003    | Socorro              | LINEAR         |
| 167198 -          | 2003 TV7               | 1 d'octubre de 2003    | Anderson Mesa        | LONEOS         |
| 167199 -          | 2003 TT14              | 14 d'octubre de 2003   | Anderson Mesa        | LONEOS         |
| 167200 -          | 2003 TO18              | 15 d'octubre de 2003   | Anderson Mesa        | LONEOS         |